# Little Soul
Little Soul es una canción del grupo inglés de música electrónica Depeche Mode compuesta por Martin Gore, publicada en el álbum Sounds of the Universe de 2009.

## Descripción
Es un onírico tema con una musicalización rayana en el minimalismo del que tan frecuentemente hace uso DM, conduciendo una letra introspectiva y alucinante cantada íntegramente a dueto por David Gahan con Martin Gore como muy pocas de su repertorio total. Junto con Peace, el propio Gore ha declarado que es una de sus favoritas del disco, revelando su gusto por lo intimista y alegórico, las letras indirectas aunque en esta con algo de hedonismo implícito.
La musicalización por otra parte es poco convencional, mínima, alejada del espíritu electrónico que impera en buena parte de toda la colección conteniendo solo en algunas secciones específicas unos cuantos efectos poco cargados y que únicamente contribuyen a acentuar su sentido onírico, haciéndola más una pieza lírica; una soberbia declaración de sentimientos.
En realidad es un tema un tanto difícil, es decir, poco comercial, como siempre incluye DM en sus discos, debido a su ambientación que pareciera acercarse al trip hop pero por otra parte cuenta con una guitarra en forma de surf rock como cierra remarcando de nuevo su sentido de hacer música por puro gusto.
Aun así, tiene muy poco de electroacústico, optando más por la extravagancia estilística en la que normalmente cae la música electrónica. De tal manera, llega a ser una especie de jazz sintético en el que la música es un simple acompañamiento sin un claro sentido de verdadero ritmo, y como defecto tiene justamente el tornarse por momentos en una pieza muy acompasada y redundante; sin embargo, con semejante musicalización aparenta ser una seductora canción nocturna.
Con todos esos elementos, resulta una de las más experimentales del álbum, sin siquiera comprometerse con una tendencia alternativa por su falta de agresividad sonora, su letra desenfadada y petulante, convirtiéndose en un disfrute sonoro pleno de voluptuosidad lírica y egocentrismo.
Por todo ello, igual que la canción Perfect del mismo disco, evidencia una adultez compositiva en las letras de Martin Gore, en la cual puede simplemente escribir canciones con un discurso pagado de descaro, conllevando algo de la espiritualidad temática que siempre ha sido de su interés, si bien a lo largo de su carrera en un sentido mucho más concreto que Little Soul, la cual solo sentencia “Mi Pequeña Alma dejará huella”.

## En directo
La canción se interpretó durante el correspondiente Tour of the Universe, aunque no en todas las fechas pues se alternaba con varios otros temas, además se llevó a cabo solo en una versión acústica únicamente con la musicalización de Peter Gordeno en su teclado a modo piano, y cantada solo por el propio Martin Gore a diferencia de cómo aparece en el álbum, quien adicionalmente prestaba las pocas notas de guitarra que contiene.
- Datos: Q9023053